# Cheilopallene nodulosa
Cheilopallene nodulosa là một loài nhện biển trong họ Callipallenidae. Loài này thuộc chi Cheilopallene. Cheilopallene nodulosa được miêu tả khoa học năm 1987 bởi Hong & Kim.